# ZTE Warp
De ZTE Warp is een smartphone van het Chinese bedrijf ZTE. De mobiele telefoon werd geïntroduceerd in september 2011. De opvolger is ZTE Warp Sequent.

## Buitenkant
De Warp wordt bediend door middel van een capacitief touchscreen. Dit tft-scherm met een schermdiagonaal van 4,3 inch heeft een resolutie van 480 bij 800 pixels. Onderaan het scherm zijn drie aanraakgevoelige knoppen te vinden: van links naar rechts de thuisknop, de menuknop, de terugknop en de zoekknop. Met 11 millimeter heeft de telefoon, in vergelijking tot andere smartphones, een normale dikte. Aan de achterkant zit een camera van 5 megapixel met flitser, maar aan de voorkant bevindt zich geen camera voor videobellen.

## Binnenkant
De smartphone maakt gebruik van het besturingssysteem Google Android 2.3, ook wel "Gingerbread" genoemd. De telefoon beschikt over een 1GHz-singlecore-processor van Qualcomm. De ZTE Warp heeft een werkgeheugen van 512 MB en een opslaggeheugen van 4 GB, wat uitgebreid kan worden via een microSD-kaart. De telefoon beschikt over een lithium-ion-batterij van 1600 mAh.